# Coriarachne fulvipes
Coriarachne fulvipes là một loài nhện trong họ Thomisidae.
Loài này thuộc chi Coriarachne. Coriarachne fulvipes được Ferdinand Karsch miêu tả năm 1879.